# Raiber Rodríguez
Raiber José Rodríguez Orozco (28 de diciembre de 1990) es un luchador venezolano de lucha grecorromana. Compitió en dos Campeonatos Mundiales consiguiendo la 16.ª posición en 2013. Ganó una medalla de bronce en Campeonato Panamericano de 2014 y 2016.